# 柴崎浩
柴崎 浩（しばさき ひろし、1969年12月13日 - ）は、ギタリスト、作曲家、編曲家、シンガー。東京都出身。血液型A型。一児の父親。WANDS、abingdon boys schoolのメンバー。

## 来歴
ヤマハ音楽院エレキギター科に入学して、プロ活動に必要とされる基礎的な技術を習得する。後にBADオーディションにギター・インストゥルメンタル作品を応募し、プロのミュージシャンとしての活動を開始。
1991年、上杉昇とWANDSを結成。後に、大島康祐が加入し、同年12月4日にシングル『寂しさは秋の色』でデビュー。1stアルバム『WANDS』収録の「Good Sensation」で初めて作曲に参加（大島と共作）。大島脱退後の第2期では、主にアルバム曲やカップリング曲の作曲を多く手掛けるようになる。
1997年に上杉と共にWANDSを脱退し、al.ni.coを結成。翌年3月にシングル『TOY$!』でデビュー。
2000年に発売された反町隆史のシングル『Free』のカップリング曲「Black and White」にて、初めて楽曲提供を行う。
2001年にal.ni.coが解散し、同年12月よりstrange eggのギター・ボーカルとして活動開始。
2002年、相川七瀬のライブ・ツアーに参加。
2004年、T.M.Revolutionのライブ・ツアーに参加。
2005年に西川貴教らとabingdon boys schoolを結成し、翌年に自身が作曲を手がけたシングル『INNOCENT SORROW』でデビュー。
2011年、以前より参加していたセッションユニット、TOSHIMI PROJECTの1stライブアルバムがリリース。
2018年、21年ぶりにWANDSに復帰。
2022年3月7日、2月25日に新型コロナウイルス陽性を受け、10日間のホテル療養をしていたことを公表。サポートを務めるT.M.Revolutionのライブツアー「T.M.R. LIVE REVOLUTION’21 - VOTE -」の2月25日と26日に滋賀県・シライシアター野洲(野洲文化ホール)で開催予定だった公演、3月1日と2日に滋賀県・八日市文化芸術会館予定で開催予定だった公演が延期となった。

## 人物
- 尊敬するギタリストは高崎晃、スティーブ・ルカサー、マイケル・ランドゥ等であり、特にランドゥに関しては自身のギタースタイルに多大な影響を受けたという。
- 人生初のバンドでコピーしたのはLOUDNESSの曲。
- 使用ギターは、WANDS時代は青色と茶色のオーダーモデルを使用。青色のものは「トム・アンダーソン」製で、ネックを後から「Art Tech」のものに交換している（「Art Tech」はギターメーカーではなく、個人のギタービルダーのブランド名）。茶色のものは全て「Art Tech」製。al.ni.co.時代は、フェンダー・ストラトキャスターを主に使用していた。その後はミュージックマン LUKEを使用。その他にも、PRSのカスタム24 やPRS Singlecut Satinなどを使用。abingdon boys schoolの「HOWLING」では、曲の途中でPRSからミュージックマンに持ち替えたりもする。WANDS再始動時には個人ビルダーである、「Nishigaki Guitars」の「アムニス・ノバス」をカスタマイズした自身のモデルをメインで使用している。

## ディスコグラフィ

### シングル

#### デジタルシングル
| 発売日        | タイトル          | 規格                   | 初収録アルバム | 備考                                           |
| ------------- | ----------------- | ---------------------- | -------------- | ---------------------------------------------- |
| 2017年10月9日 | 万華鏡 (CoS ver.) | デジタル・ダウンロード | 未収録         | 相川七瀬に楽曲提供した「万華鏡」のセルフカバー |
| 2023年1月14日 | Walk Tasty        | デジタル・ダウンロード | 未収録         | インスト曲                                     |

## 楽曲提供

### 作曲のみ
- 反町隆史「TOWARD THE WIND」
- 反町隆史「Black and White」
- 反町隆史「PROMISED LAND」
- 反町隆史「Piece of SOUL」
- 相川七瀬「終わりない夢」
- 相川七瀬「万華鏡」
- 相川七瀬「Back to the day」
- 相川七瀬「僕らのEndless Dream」[5]
- 松本英子「Hydrangea」（作詞は相川七瀬）
- TRF「Broken Flower」

### 作曲・編曲
- 相川七瀬「BLACK ANGEL」（編曲は岡野ハジメとの共作）
- 相川七瀬「夏の日のコーラル」（編曲は岡野ハジメ、小池敦との共作）
- 相川七瀬「UNLIMITED」
- 相川七瀬「運命の一秒」[5]
- 相川七瀬「プラネタリウム」
- 皆川純子「Precious days」
- みやかわくん「Never Greed」

### 編曲のみ
- コダマセントラルステーション「無重力楽園」（ムジュウリョクパラダイス）
- T.M.Revolution「もはや君なしじゃ始まらない」
- T.M.Revolution「Reload」（ギターアレンジ）
- T.M.Revolution「とっておきのおはなし〜新説恋愛進化論」
- 淳士「照れ -Re:」
- AAA「ソウルエッジボーイ」「That's Right」
- みやかわくん「アンチビート」
- ACE COLLECTION「WaVe」

### その他
- 「Come Out Of A Coma」（ギター・マガジン誌上コンテスト課題曲）
- 「ray of light」（同上）

## レコーディング参加
- 相川七瀬『UNLIMITED』 - ギター
- 相川七瀬『終わりない夢』（2002年6月5日発売） - コーラス
- 相川七瀬『夏の日のコーラル』 - ギター
- 相川七瀬『BLACK ANGEL』 - ギター
- 相川七瀬『DAHLIA ～you’re my universe version～』 - コーラス
- 相川七瀬『僕らのEndless Dream』 - ギター、コーラス
- 相川七瀬『Treasure Box -Tetsuro Oda Songs-』（2015年10月28日発売） - コーラス[6]
- 天野月子『太陽』 - ギター
- 天野月子『硝子』 - ギター
- Ultras『THE JAPANESE SOCCER　ANTHEM』 - ギター
- 奥井雅美『zero-G-』（2006年5月10日発売）  - ギター
- KIMERU『Airline Kiss』 - ギター
- コダマセントラルステーション『無重力楽園』 - ギター
- 篠原美也子『桜花繚乱』 - ギター
- 篠原美也子『空に散る』 - ギター
- 淳士『アレルギー』 - コーラス
- 淳士『照れ-Re:』 - コーラス、ギター
- 淳士『Run!Run!Run!』 - コーラス
- DAIGO☆STARDUST『ROCK THE PLANET』（2004年4月21日発売） - ギター
- 田川伸治『S.T.』 - ギター
- TRF『Silver and Gold dance -meets T.M.Revolution-』（2006年2月15日発売） - ギター
- T.M.Revolution『vertical infinity』（2005年1月26日発売） - ギター
- T.M.Revolution『UNDER:COVER』（2006年1月1日発売） - ギター
- T.M.Revolution『CLOUD NINE』（2011年4月20日発売） - ギター
- T.M.Revolution『UNDER:COVER 2』（2013年2月27日発売） - ギター
- T.M.Revolution『Phantom Pain』（2014年9月3日発売） - ギター
- T.M.Revolution『天』（2015年5月13日発売） - ギター
- T.M.Revolution『DOUBLE-DEAL』（2015年8月5日発売） - ギター
- T.M.Revolution『Committed RED/Inherit the Force -インヘリット・ザ・フォース-』（2016年4月6日発売） - ギター
- AAA『ソウルエッジボーイ』（2006年7月19日発売） - ギター
- AAA『That’s Right』 - ギター
- POTBELLY(真矢)『Marriage』 - ギター
- POTBELLY(真矢)『SEA YOU AGAIN』 - ギター
- 皆川純子『DEJAVU』 - ギター、プログラミング
- 皆川純子『SHOUT IT LOUD』 - ギター、プログラミング
- 皆川純子『Precious days』 - ギター
- JAM Project『Shining blaze』 - ギター
- 影山ヒロノブ『Another heaven ～愛の名のもとに～』 - ギター
- IKUO『R.E.D. ZONE』 - ギター
- class with Battle Cry『時の扉』（2013年8月21日発売） - ギター
- 玉置成実『嵐の中で輝いて』 - ギター
- 玉置成美『暁の車』 - ギター
- 出口陽『Brand New Day』 - ギター
- 出口陽『Akatuski』 - ギター
- ゐづ『Broken Future』 - ギター
- 大黒摩季『MUSIC MUSCLE』（2018年11月16日発売） - ギター[7]
- 大黒摩季『サンタラン🎅RUN♪RUN♪』（2019年12月22日配信） - ギター
- 大黒摩季『SPARKLE feat.柴崎浩 from WANDS』（2022年7月10日先行配信/2022年12月14日発売） - ギター